# 迪里拜爾·尤努斯
迪里拜尔·尤努斯（維吾爾語：دىلبەر يۇنۇس‎，拉丁维文：Dilber Yunus，1958年10月2日—），在中国出生的抒情花腔女高音歌唱家，现为芬兰籍，祖籍新疆喀什，毕业于中央音乐学院，现为中央音乐学院声乐歌剧系教授、博士研究生导师。

## 生平
迪里拜尔1958年出生于中国新疆喀什。1976年迪里拜尔考入新疆歌舞团，師從郭凌弼。1978年畢業時舉辦獨唱音樂會。1980年考入中央音乐学院声乐歌剧系，1987年获硕士学位。在此期間她主要師從於沈湘、李晉瑋。1984年，迪里拜尔在第一届米利埃姆·海林（Mirjam Helin）国际歌唱比赛中获奖。1988年应聘到芬兰国家歌剧院担任独唱，随后成为芬兰国家歌剧院及瑞典马尔默歌剧院终身独唱艺术家。
迪里拜尔已在几十个国家举行了数百场独唱音乐会，用意大利语、德语、英语、法语、西班牙语等多种语言演出过几十部世界著名歌剧，并同许多世界著名指挥家及交响乐团合作。1993年到1996年在德國波恩國家歌劇院任獨唱演員。1997年、1998年连续获世界著名女高音歌唱家尼尔松大奖（Brigit Nilsson Prize）——瑞典最佳歌剧演员奖。2004年11月，获中国金唱片专辑奖和最佳演员奖。
作为芬兰独立100周年庆祝活动的一部分，迪里拜尔于2017年4月8日在北京中山音乐堂举办独唱音乐会。音乐会的节目中包括芬兰著名作曲家西贝柳斯和梅里坎托的作品。
自2008年至2018年，迪里拜尔任职中国音乐学院声乐歌剧系特聘教授，硕士生导师。2018年9月，迪里拜尔重返中央音乐学院，担任声乐歌剧系教授。

## 主要歌劇角色
迪里拜爾演出的主要歌劇角色有：
- 威尔第的《弄臣》中的吉爾達
- 多尼采蒂的《拉美莫尔的露琪亚》中的路其亞
- 莫扎特的《魔笛》中的夜女王
- 贝里尼的《夢遊女（英语：La sonnambula）》中的莉薩
- 斯特拉文斯基的《夜鶯》中的夜鶯
- 多尼采蒂的《爱情灵药》中的阿迪娜
- 多尼采蒂的《军中女郎》中的玛丽
- 普契尼的《贾尼·斯基基》中的劳莱塔
- 马斯涅的《维特》中的苏菲
- 奥芬巴赫的《霍夫曼的故事》中的奥林匹亚
- 理查德·施特劳斯的《阿里阿德妮在纳克索斯（英语：Ariadne auf Naxos）》中的泽比内塔
- 理查德·瓦格纳的《帕西法尔》中的花仙
- 罗西尼的《塞维利亚的理发师》中的罗西娜
- 威尔第的《化妝舞會》中的奥斯卡
- 郝维亚（英语：Hao Weiya）《山村女教师（英语：A Village Teacher）》[註 1]中的杨彩虹[8][9]
- 雷蕾《冰山上的来客（英语：Visitors on the Icy Mountain (opera)）》中的古兰丹姆

## 家庭
迪里拜尔于2004年10月与中国电影艺术家于洋之子、电影导演于晓阳结婚。2005年1月，于晓阳在拍片旅途中突然病故，迪里拜尔由于悲痛，一度失声。2006年2月，迪里拜尔在经历个人不幸一年之后，首次在北京保利剧院召开独唱音乐会。